# Leucopogon interruptus
Leucopogon interruptus är en ljungväxtart som beskrevs av Robert Brown. Leucopogon interruptus ingår i släktet Leucopogon och familjen ljungväxter. Inga underarter finns listade i Catalogue of Life.